# Mattias Sunneborn
Mattias Sunneborn (* 27. září 1970) je bývalý švédský atlet, halový mistr Evropy ve skoku do dálky.
V roce 1995 vybojoval stříbrnou medaili na halovém mistrovství světa, zároveň vytvořil svůj osobní rekord v hale výkonem 820 cm. Nejúspěšnější pro něj byla následující sezóna. Na jaře se stal halovým mistrem Evropy, v červnu vytvořil svůj osobní rekord výkonem 821 cm a na olympiádě v Atlantě obsadil osmé místo.